# 第26回カンヌ国際映画祭
第26回カンヌ国際映画祭（だい26かいカンヌこくさいえいがさい）は1973年5月10日から23日にかけて開催された。

## 受賞結果
- グランプリ：『スケアクロウ』（ジェリー・シャッツバーグ）、『雇い人』 （アラン・ブリッジス）
- 審査員特別グランプリ：『ママと娼婦』（ジャン・ユスターシュ）
- 審査員賞：『招待』（クロード・ゴレッタ）、『砂時計』（ヴォイチェフ・イェジー・ハス）
- 特別賞：『ファンタスティック・プラネット』（ルネ・ラルー）
- 男優賞：ジャンカルロ・ジャンニーニ （『愛とアナーキーの映画』）
- 女優賞：ジョアン・ウッドワード（『まだらキンセンカにあらわれるガンマ線の影響』）
- 新人監督賞：アーサー・レイ・バロン（『ジェレミー』）

## 審査員

### コンペティション部門
- 審査委員長 
  - イングリッド・バーグマン （スウェーデン/女優）
- 審査員
  - シドニー・ポラック (アメリカ/監督)
  - ジャン・ドラノワ (フランス/監督)
  - ロドルフォ・エチベリア (スペイン/プロデューサー)
  - ボレスワフ・ミハレク (ポーランド/批評家)
  - フランソワ・ヌリシエ (フランス/作家)
  - ロレンス・ダレル (イギリス/作家)
  - ロベルト・ロジェストヴェンスキー (ロシア/作家)
  - レオ・ペステリ (イタリア/ジャーナリスト)

## 上映作品

### コンペティション部門
アルファベット順。邦題がない場合は原題の下に英題。
| 題名 原題 | 監督                             | 製作国                    |
| --- | -------------------------------- | ------------------------- |
| A Promessa (The Vows) | アントニオ・デ・マセド           | ポルトガル                |
| Ana y Los Lobos (Anna and the Wolves)                                                                                         | カルロス・サウラ                 | スペイン                  |
| Belle | アンドレ・デルヴォー             | ベルギー フランス         |
| Bisturi, la mafia bianca (Hospitals: The White Mafia)                                                                         | ルイジ・ザンパ                   | イタリア                  |
| グライド・イン・ブルー Electra Glide in Blue                                                                                  | ジェイムズ・ウィリアム・ガルシオ | アメリカ合衆国            |
| 愛とアナーキーの映画 Film d'amore e d'anarchia, ovvero 'stamattina alle 10 in via dei Fiori nella nota casa di tolleranza...' | リナ・ウェルトミューラー         | イタリア                  |
| ゴッドスペル Godspell: A Musical Based on the Gospel According to St. Matthew                                                 | デヴィッド・グリーン             | アメリカ合衆国            |
| ジェレミー Jeremy | アーサー・レイ・バロン           | アメリカ合衆国            |
| 招待 L'Invitation | クロード・ゴレッタ               | フランス スイス           |
| 最後の晩餐 La grande bouffe                                                                                                   | マルコ・フェレーリ               | イタリア フランス         |
| ママと娼婦 La maman et la putain                                                                                              | ジャン・ユスターシュ             | フランス                  |
| La Mort d'un bûcheron (The Death of a Lumberjack)                                                                             | ジル・カル                       | カナダ                    |
| La Otra imagen | アントニオ・リバス               | スペイン                  |
| ファンタスティック・プラネット La planète sauvage                                                                             | ルネ・ラルー                     | チェコスロバキア フランス |
| Le Far-West (Far West) | ジャック・ブレル                 | フランス ベルギー         |
| Монолог Monologue | イリヤ・アヴェルバフ             | ソビエト連邦              |
| オー!ラッキーマン O Lucky Man!                                                                                                | リンゼイ・アンダーソン           | イギリス                  |
| Petöfi '73 | フェレネック・カアド             | ハンガリー                |
| 砂時計 Sanatorium pod klepsydra                                                                                               | ヴォイチェフ・イェジー・ハス     | ポーランド                |
| スケアクロウ Scarecrow | ジェリー・シャッツバーグ         | アメリカ合衆国            |
| まだらキンセンカにあらわれるガンマ線の影響 The Effect of Gamma Rays on Man-in-the-Moon Marigolds                              | ポール・ニューマン               | アメリカ合衆国            |
| 雇い人 The Hireling | アラン・ブリッジス               | イギリス                  |
| マイナスハムレット Un Amleto di meno                                                                                          | カルメロ・ベーネ                 | イタリア                  |
| Vogliamo i colonnelli (We Want the Colonels)                                                                                  | マリオ・モニチェリ               | イタリア                  |

### 特別招待作品
- アメリカの夜 - フランソワ・トリュフォー（フランス）
- L'Imposible Objet - ジョン・フランケンハイマー（フランス）
- ウィ・キャント・ゴー・ホーム・アゲイン  - ニコラス・レイ（アメリカ）
- 叫びとささやき - イングマール・ベルイマン（スウェーデン）
- Swastika - フィリップ・モーラ（イギリス）
- 時よとまれ、君は美しい/ミュンヘンの17日 - ミロス・フォアマン、市川昆、クロード・ルルーシュ、ユーリー・オーゼロフ、アーサー・ペン、ミヒャエル・フレガール、ジョン・シュレシンジャー、マイ・ゼッタリング（アメリカ・西ドイツ）
- 人形の家 - ジョセフ・ロージー（イギリス・フランス）
- ビリー・ホリデイ物語/奇妙な果実 - シドニー・J・フューリー（アメリカ）
- Future Shock - アレックス・グラスホフ（アメリカ）
- ホーリー・マウンテン - アレハンドロ・ホドロフスキー（アメリカ）
- ワッツタックス/スタックス・コンサート - メル・スチュアート（アメリカ）